# Observatório Félix Aguilar
O Observatorio Félix Aguilar é um observatório astronômico situado na província de San Juan (Argentina).
É um observatório IAU código 808, e era chamado de Observatorio El Leoncito até 1990 (25º aniversário do início das observações), quando mudou seu nome para Estación Astronómica Carlos Ulrico Cesco (EACUC), em tributo a seu grande empenho para fundar e operar o observatório.
Localiza-se no Parque Nacional El Leoncito, onde também fica o Complejo Astronómico El Leoncito (CASLEO) (IAU código 829 de 1983, por acordo entre várias universidades e o governo federal da Argentina), cujas operações começaram em 1987.
O observatório leva o nome de Félix Aguilar (1884—1943), astrônomo e engenheiro argentino, ex-diretor do Observatorio Astronómico La Plata de 1919 a 1921, e de 1934 até sua morte.
O Centro de Planetas Menores atribuiu várias descobertas de asteróides a esse observatório.